# Збірна Андорри з пляжного футболу
Збірна Андорри з пляжного футболу представляє одну з «карликових» держав Європи і керується Андоррською Федерацією футболу, яка була заснована 1994 року

## Склад
| № | Поз. | Нац.    | Гравець         |
| - | ---- | ------- | --------------- |
| 1 |      | Андорра | Х'юго до Пасо   |
| 4 |      | Андорра | Віктор Родрігез |
| 5 |      | Андорра | Давід Кодіна    |
| 6 |      | Андорра | Даніель Мейяс   |
| 7 | ПЗ   | Андорра | Йонатан Перес   |

| №  | Поз. | Нац.    | Гравець         |
| -- | ---- | ------- | --------------- |
| 9  | ПЗ   | Андорра | Хорхе Діас      |
| 10 | НП   | Андорра | Мігель Браскез  |
| 11 | НП   | Андорра | Нуньєс          |
| 15 | ЗХ   | Андорра | Алехандро Годой |
| 13 |      | Андорра | Ерік Флінч      |

1. ↑  The FIFA/Coca-Cola World Ranking. FIFA. 28 листопада 2024. Процитовано 28 листопада 2024.